# Jan Józef Kraus
Jan Józef Kraus (ur. 21 października 1894 w Strzałkowie, zm. wiosną 1940 w Charkowie) – major piechoty Wojska Polskiego, kawaler Orderu Virtuti Militari, ofiara zbrodni katyńskiej.

## Życiorys
Jan Józef Kraus był synem Jana i Cecylii z d. Hejduk, urodził się w Strzałkowie w powiecie stryjskim, obecnie na Ukrainie.
W latach 1905–1909 uczył się w c. i k. Gimnazjum Wyższym w Wadowicach. Po ukończeniu seminarium nauczycielskiego w Krakowie wstąpił do Legionów. Służył w II Brygadzie Legionów Polskich, w 3 i 4 pułku. 1 stycznia 1917 roku został mianowany chorążym w 4 pułku Legionów. Po kryzysie przysięgowym w armii austriackiej.
Po odzyskaniu niepodległości wstąpił do Wojska Polskiego i został przydzielony do 12 pułku piechoty. Wojnę 1920 roku odbył w szeregach 101 Rezerwowego pułku piechoty.
Po zakończeniu działań wojennych pozostał w wojsku został zweryfikowany do stopnia kapitana ze starszeństwem z dniem 1 czerwca 1919 roku. Od 1921 roku ponownie służył w 12 pułku piechoty w Wadowicach. Został awansowany na majora ze starszeństwem z dniem 1 lipca 1925 roku. 23 maja 1927 roku został przesunięty ze stanowiska dowódcy II batalionu na stanowisko kwatermistrza pułku. 26 kwietnia 1928 roku został przeniesiony do Korpusu Ochrony Pogranicza i wyznaczony na stanowisko kwatermistrza 17 baonu granicznego. W lipcu 1929 roku objął dowództwo 29 batalionu KOP w Suwałkach. W 1930 roku był jednym z inicjatorów budowy pomnika marszałka Józefa Piłsudskiego w Filipowie. 20 września 1930 roku został przeniesiony z KOP do Baonu Podchorążych Rezerwy Piechoty Nr 7-a w Jarocinie na stanowisko dowódcy. W 1932 roku był w dyspozycji Departamentu Piechoty Ministerstwa Spraw Wojskowych. W grudniu tego roku został przeniesiony do 2 pułku piechoty Legionów w Sandomierzu na stanowisko dowódcy I batalionu detaszowanego w Staszowie. W czerwcu 1934 roku ogłoszono jego przeniesienie do 6 pułku strzelców podhalańskich w Samborze na stanowisko dowódcy batalionu. W listopadzie 1935 roku został przeniesiony do Powiatowej Komendy Uzupełnień Hrubieszów na stanowisko komendanta. W 1938 roku dowodzona przez niego jednostka została przemianowana na Komendę Rejonu Uzupełnień Hrubieszów, a zajmowane przez niego stanowisko otrzymało nazwę „komendant rejonu uzupełnień”.

W czasie kampanii wrześniowej 1939 roku – po agresji ZSRR na Polskę – w nieznanych okolicznościach wzięty do niewoli sowieckiej i przewieziony do obozu w Starobielsku. Wiosną 1940 roku został zamordowany przez funkcjonariuszy NKWD w Charkowie i pogrzebany potajemnie w bezimiennej mogile zbiorowej w Piatichatkach, gdzie od 17 czerwca 2000 roku mieści się oficjalnie Cmentarz Ofiar Totalitaryzmu w Charkowie. Figuruje na Liście Starobielskiej NKWD, pod poz. 1422.
5 października 2007 roku minister obrony narodowej Aleksander Szczygło mianował go pośmiertnie na stopień podpułkownika. Awans został ogłoszony 9 listopada 2007 roku w Warszawie, w trakcie uroczystości „Katyń Pamiętamy – Uczcijmy Pamięć Bohaterów”.

## Odznaczenia
- Krzyż Srebrny Orderu Wojskowego Virtuti Militari nr 6235 (17 maja 1922)[19]
- Krzyż Niepodległości (6 czerwca 1931)[20]
- Krzyż Walecznych (dwukrotnie)[1]
- Złoty Krzyż Zasługi[1]
- Medal Pamiątkowy za Wojnę 1918–1921[11]
- Medal Dziesięciolecia Odzyskanej Niepodległości[11]